# Milan Mach
Milan Mach (4. ledna 1926 v Žirovnici – 20. května 1995, Mallorca, Španělsko) byl český herec, voiceover, hlasatel a konferenciér. Jednalo se o typického představitele malých, drobných, epizodních a vedlejších filmových i televizních rolí, který ale disponoval velmi měkkým a příjemným hlasem s dobrou dikcí.

## Filmografie
- 1989 Dobrodružství kriminalistiky (seriál)
- 1987 Anděl svádí ďábla
- 1986 Gottwald (seriál)
- 1986 Zlá krev (seriál)
- 1985 Chán Sulejmán a víla Fatmé (TV film)
- 1985 Mravenci nesou smrt
- 1985 Podivná přátelství herce Jesenia
- 1984 Rumburak
- 1984 Všechno nebo nic
- 1983 Babičky dobíjejte přesně!
- 1982 Malý pitaval z velkého města (seriál)
- 1982 Revue na zakázku
- 1981 Tři spory: Spor architekta Zítka (TV film)
- 1981 Upír z Feratu
- 1980 Jak napálit advokáta
- 1980 Živá voda
- 1979 O chudém královstvíčku (TV film)
- 1979 Paragraf 224
- 1979 Poprask na silnici E 4
- 1979 Prerušená hra
- 1978 Já už budu hodný, dědečku!
- 1978 O statečné princezně Janě (TV film)
- 1978 Tajemství Ocelového města
- 1977 Adéla ještě nevečeřela
- 1977 Fanda (TV film)
- 1976 Muž na radnici (seriál)
- 1976 Smrt na černo
- 1975 Akce v Istanbulu
- 1975 Chalupáři (TV seriál)
- 1975 Des Christoffel von Grimmelshausen abenteuerlicher Simplicissimus (seriál)
- 1974 Egyptologové (TV film)
- 1974 Hvězda padá vzhůru
- 1973 Hroch
- 1973 Výstřely v Mariánských Lázních
- 1971 Kat nepočká (TV film)
- 1971 Kocour v bačkorách (TV film)
- 1969 Flirt se slečnou Stříbrnou
- 1968 Bylo čtvrt a bude půl
- 1968 Červená kůlna
- 1968 Pražské noci
- 1967 Drak sa vracia
- 1967 Svatba jako řemen
- 1967 Útěk
- 1966 Dáma na kolejích
- 1966 Eliška a její rod (seriál)
- 1966 Poklad byzantského kupce
- 1965 Hrdina má strach
- 1965 Námestie svätej Alžbety
- 1964 …a pátý jezdec je Strach
- 1964 Bubny
- 1964 Čintamani & podvodník
- 1963 Případ Daniela
- 1963 Modrý autobus (TV film)
- 1963 Smutný půvab (TV film)
- 1962 Horoucí srdce
- 1961 Tri razy svitá ráno
- 1960 Rychlík do Ostravy
- 1959 Zkouška pokračuje
- 1958 Hlavní výhra
- 1958 O lidech a tramvajích
- 1958 Tři přání
- 1957 Poslušně hlásím
- 1956 Dědeček automobil
- 1956 Dobrý voják Švejk
- 1952 Divotvorný klobouk
- 1951 Mikoláš Aleš
- 1949 Veliká příležitost